# Colombia (Nuevo León)
Colombia es una comunidad mexicana ubicada en el norte del estado de Nuevo León, en el municipio de Anáhuac. Según el censo de 2020, tiene una población de 615 habitantes.
La localidad hace frontera con los Estados Unidos de América al norte, colindando con la ciudad de Laredo, Texas. Limita al oriente con Nuevo Laredo (Tamaulipas) y al poniente con Hidalgo (Coahuila).

## Historia
Fue fundada en la frontera de Nuevo León con Texas para competir con los estados mexicanos de Coahuila y Tamaulipas en el mercado de la importación y exportación. Un año después, en 1993, se fundó el Puente Internacional Colombia-Solidaridad, el cuarto paso de frontera más importante de la frontera entre Estados Unidos y México.
Colombia fue nombrada en honor de Cristóbal Colón, ya que fue fundada 500 años después de que este llegara a América.

### Proyectos a futuro
- Un puente internacional del ferrocarril está esperando actualmente la aprobación presidencial de los Estados Unidos.
- Se planea un segundo puente internacional.
- Un aeropuerto internacional de mercancías está en etapa de planificación.